# 沼尻和樹
沼尻 和樹（ぬまじり かずき、1988年5月10日 - ）は、元琉球朝日放送のアナウンサー。現在はSports Zone（スポーツアナウンサー谷口廣明代表のアナウンス事務所）沖縄事務所所属。

## 略歴・人物
東京都町田市出身。神奈川県立相模原高等学校、慶應義塾大学卒業後、2012年琉球朝日放送に入社。入社後は主にスポーツ番組を担当する。
2024年3月に琉球朝日放送を退社し4月からSports Zoneに移籍、CS放送や配信などでバスケットボールBリーグ琉球ゴールデンキングス中継やJリーグFC琉球OKINAWA（J3リーグ）中継などといった沖縄県内のスポーツ実況をメインに県内外問わず実況やインタビューなどを担当している。
趣味はスポーツ観戦、釣り。
アナウンススクールは山本勉強会出身。

## 出演番組
琉球朝日放送
- めざせ甲子園!（2012年6月16日 - ） - 2012年~2014年度はリポーター、2015年度以降はMC[2]

その他放送・配信担当など
- スポーツ実況中継 - バスケットボールBリーグ、サッカーJリーグ、高校野球、空手など、主に沖縄県内の試合が中心。また、大学野球選手権全国大会（J SPORTS）や沖縄を含む各都道府県の全国高校野球地方大会の実況・インタビューも担当するなど沖縄県外のスポーツ実況も担当している。
  - 沖縄を除く高校野球地方大会実況の実績[3]

2024年群馬大会（FMぐんま）
2024年京都大会（J:COM 京都みやびじょん）

## 過去の出演番組
全て琉球朝日放送所属時代
- ステーションQ
- Qプラス（木、金曜キャスター）
- QABニュース（不定期出演）
- シリタカ! 【中継で沖縄の情報を伝える。】
- 熱血!つり塾 お正月だヨ!全員集合（2014年1月2日・2015年1月2日・2016年1月2日・2017年1月3日）